# Fukoku kyōhei
Fukoku kyōhei (富国強兵, « Enrichir le pays, renforcer l'armée ») était un slogan national durant l'ère Meiji au Japon, en remplacement du Sonnō jōi (« Révérer l'empereur, expulser les barbares »). Le slogan est initialement tiré de l'ancien texte chinois datant de la période des royaumes combattants, Zhan Guo Ce.
Le slogan exposait la priorité centrale des dirigeants Meiji. Fukoku kyōhei nécessitait des politiques ambitieuses pour transformer la société japonaise et rattraper le retard avec l'Occident. Bien que le gouvernement ait joué un rôle important en fournissant le cadre pour l'industrialisation, les vieilles institutions détruites s'avéraient être des obstacles à l'industrialisation et la création de nouvelles institutions faciliterait la modernisation économique et politique, l'entreprise privée jouait également un rôle important dans l'effort du secteur public et privé critiqué plus tard dans les années 1980. Cela symbolisait l'émergence du nationalisme japonais.
Provenant de la mission Iwakura en Europe, l'expression exposait non seulement les objectifs nationaux mais montrait également la conscience de la nature prédatrice de la politique internationale de l'époque. Okubo Toshimichi et Hirobumi Itō demandèrent conseil au chancelier allemand Otto von Bismarck ; il convainquit les dirigeants Meiji de la nécessité d'un Japon fort militairement et économiquement et du nationalisme pour préserver l'indépendance de la nation.
L'objectif du Fukoku kyōhei a mené à une réforme massive du gouvernement. Okubo pensait que le gouvernement de Meiji devait jouer le rôle principal et formuler un ensemble clair de politiques. Il a ainsi embrassé les visions mercantilistes et rejeté les idées de libre-échange de Yukichi Fukuzawa. Hirobumi a également averti contre les dangers présumés du libre-échange ; il préconisait l'établissement d'un tarif de protection pour assurer la prospérité de l'industrie nationale. Cependant, quand le tarif devint obsolète, le Japon dut imiter l'Angleterre et autoriser le libre-échange. Mais avant que le Japon puisse décider de sa propre politique de commerce extérieur, il dut se débarrasser des traités inégaux imposés par les puissances impérialistes dans les années 1850.
La politique industrielle qui en résulta eu cinq composants :
- un rôle actif de l'État dans le développement de l'économie ;
- des substitutions d'importation pour les industries qui seraient en concurrence avec les importations ; les biens les plus importants étant le coton et le textile ;
- adoption de la technologie occidentale pour augmenter la production des produits sophistiqués ;
- exporter le développement de l'artisanat, du thé et de la soie mais également des produits à valeur ajoutée ;
- éviter de compter sur des prêts étrangers.

Les projets de l'État n'ont jamais été réalisés : le gouvernement manquait des fonds pour une politique industrielle appropriée. Il n'est parvenu qu'à installer une simple usine de coton. L'exception étant le secteur militaire et l'industrie de défense où des sommes énormes furent dépensées, jusqu'à 20 % du budget.
Somme toute, cette imitation de l'Occident n'a pas amélioré les tensions entre le Japon et l'Europe. Elle était plutôt vue comme un signe d'acceptation japonaise de la realpolitik. Le commerce croissant et l'industrialisation du Japon étaient censés combattre l'influence de l'Occident en devenant militairement et économiquement assez fort pour devenir un acteur de l'impérialisme.

## Source de la traduction
- (en) Cet article est partiellement ou en totalité issu de l’article de Wikipédia en anglais intitulé « Fukoku kyōhei » (voir la liste des auteurs).